# Coördinatieregeling
Een coördinatieregeling is bedoeld om procedures in het Nederlandse bestuursrecht over verschillende bestuurslagen te combineren voor een bepaald ruimtelijk project. Als er meerdere besluiten en plannen zijn die met elkaar samenhangen, kunnen de verschillende bestuurslagen de besluiten en plannen coördineren. Met een coördinatieregeling kan een inpassingsplan, een bestemmingsplan of een projectbesluit worden gecombineerd in één procedure. Hierdoor komen de voorbereiding van de besluiten op hetzelfde moment, liggen de besluiten tegelijk ter inzage en vallen de inspraakmogelijkheden samen. Hierdoor kan de procedure sneller verlopen.

## Wet ruimtelijke ordening
In de nieuwe Wet ruimtelijke ordening (Wro) zijn er coördinatieregelingen voor gemeenten (art. 3.30 Wro), maar ook voor provincies (art. 3.33 Wro) en de Rijksoverheid (art. 3.35 Wro). Bij wet, Algemene Maatregel van Bestuur (AMvB) of bij verordening kan bepaald worden wanneer een coördinatieregeling zal moeten worden toegepast. Een bestuurslaag kan een andere bestuurslaag laten meewerken en termijnen stellen voor de besluiten (art. 3.31 lid 1). Overheden kunnen kiezen voor ‘gebundelde besluitvorming’. Voor een bouwproject worden dan alle benodigde besluiten gebundeld, zoals projectbesluiten en diverse ontheffingen en vergunningen. Hierdoor is er nog maar één bezwaar- en beroepstermijn.
De gemeenteraad kan vóóraf een verordening vaststellen. In deze verordening staat in welke gevallen het wenselijk is om een coördinatieregeling toe te passen. Op basis van die verordening kan de voorbereiding en bekendmaking van een bestemmingsplan worden gecombineerd met de voorbereiding en bekendmaking van overige besluiten die nodig zijn voor een project. Als de gemeenteraad geen verordening vaststelt, kan deze ook een afzonderlijk besluit nemen. Ook provincies kunnen vooraf een verordening in het leven roepen. Het Rijk kan coördinatieregelingen vastleggen in een AMvB of bij wet.

## Voordelen
Er zijn veel voordelen verbonden aan een coördinatieregeling. Ten eerste is de inhoudelijke samenhang en afstemming tussen besluiten beter zichtbaar. Voor de aanvrager wordt het ook snel duidelijk welke vergunningen hij nodig heeft. Door de uniforme openbare voorbereidingsprocedure (afdeling 3.4 van de Awb) moeten zienswijzen tijdig kenbaar zijn. Maar het belangrijkste voordeel is de tijdswinst. Doordat er geen bezwaar een beroep openstaat tegen afzonderlijke onderdelen van het project, zal snel duidelijk worden of men kan beginnen met de realisatie van het project. Bij het samengaan van een bestemmingsplanprocedure kan er alleen nog bij de Afdeling bestuursrechtspraak van de Raad van State in beroep gegaan worden (art. 8.2 lid 1 sub e).

## Nadelen
Een nadeel van de coördinatieregeling is dat binnen zes weken op alle onderwerpen bezwaar moet zijn aangetekend. Als een bezwaarmaker niet op tijd reageert, zijn alle kansen op bezwaar en beroep verkeken. Een ander nadeel is dat als de Raad van State een van de besluiten afkeurt, ook de andere besluiten onderuit gaan.
Een bezwaar op een van de onderwerpen vertraagt eveneens de besluitvorming op de andere onderwerpen.

## Hoe was dit voor 1 juli 2008 geregeld?
Coördinatieregelingen waren al mogelijk vanaf februari 2006. In artikel 41c van de oude WRO waren al coördinatieregelingen getroffen. Daarvoor werd voor elke bestuurslaag een aparte procedure geregeld. Hierdoor was er voor elke procedure een aparte inspraakmogelijkheid en aparte rechtsbeschermingsmogelijkheden. De procedure kon hierdoor erg lang duren.